# Canton de Brest-Plouzané
Le canton de Brest-Plouzané est un ancien canton français situé dans le département du Finistère et la région Bretagne.

## Composition
Le canton de Brest-Plouzané regroupait les communes suivantes :
- Brest (fraction) ;
- Plouzané.

## Histoire
Le canton est créé par décret du 27 février 1991 à partir du canton de Brest-I.
Il est supprimé à compter des élections départementales de mars 2015 par le décret du 13 février 2014.

## Représentation
| Période | Période | Identité              | Étiquette   | Qualité |
| ------- | ------- | --------------------- | ----------- | --- |
| 1992    | 1998    | Yves Pagès            | UDF         | Médecin cardiologue Conseiller municipal de Plouzané |
| 1998    | 2004    | Yvette Duval          | PS          | Ancienne enseignante Maire de Plouzané (1989-2001) Ancienne conseillère générale du canton de Brest-I (1979-1985) 5e vice-présidente du conseil général (1998-2004) |
| 2004    | 2015    | Chantal Simon-Guillou | DVG puis PS | Ingénieure Ancienne adjointe au maire de Plouzané 1re vice-présidente du conseil général (2008-2015)                                                                |

## Démographie
| 1999   | 2006   | 2011   | 2012   |
| ------ | ------ | ------ | ------ |
| 16 170 | 16 084 | 16 277 | 16 378 |